# Игнац Чапка
Игнац Чапка (Либава, Моравска, 24. фебруар 1791 — Беч, 5 јун 1881) био је аустријски адвокат, градоначелник Беча у време Предмартовског периода и директор бечке полиције у време нео-апсолутизма Александра фон Баха. Чапка од 1843. године носи титулу Витез од Винштетена, а од 1860. титулу Барон Чапка фон Винштетен.

## Живот
Након школовања у Оломоуцу, Игнац Чапка је студирао право на Универзитету у Бечу. Придружио се Градском већу Беча 1815. године као овлашћени грађански и кривични судија.

### Градоначелник Беча
Пошто је постао заменик градоначелника 1835. године, именован је за градоначелника 1838. од стране цара Фердинанда Првог на предлог канцелара Метерниха. Истицао се својом стручношћу коју је стекао као државни службеник.
Чапка је предузео иницијативу у сектору снабдевања: 1839. су осниване Бечке пијаце, 1846. су почеле да се граде општинске кланице у Санкт Марксу и Гумпендорфу. Чапка је 1842. је проширио бечку инфраструктуру (канализација, гас, осветљење, водоводне цеви, итд.). Али, морао је да се носи и са проблемима који су произашли из индустријализације, када је народно незадовољство сузбијано полицијским насиљем и цензуром.
Чапка је 1842. године стекао за град Беч поседе Јегерцајле и Хундстурм, која су се 1850. придружила другим бечким предграђима. Исте године је од цара одликован Витешким крстом Леополдовог реда.

### Бекство и повратак
Када је „Метернихов систем“ 13. марта 1848. свргнут у Мартовској револуцији, Чапка није могао да испуни захтеве становништва па је, као и Метерних три дана пре њега, побегао из Аустрије 16. марта 1848. У револуционарном Бечу, у главама многих Бечлија, он је оличавао државну службу која је бринула само о сопственој користи.
У полемичком памфлету под насловом Пљачка влдајуће политичке елите или бирократизам бечког магистрата, који је 2011. откупила Аустријска национална библиотека, Чапку је извесни Антон Улмајер описао као једног од неколицине великих ниткова. Чапка је оптужен за угњетавање и експлоатацију трговаца и злоупотребу положаја. Илустрације ради, памфлет је Чапку приказао као капетана пљачкаша на вешалима.
Након што су Хабзбурзи сменили монарха на крају револуционарне 1848. године, Чапка је могао да настави своју предреволуционарну каријеру у нео-апсолутизму Франца Јозефа. У Беч се вратио маја 1849. године и потом је радио као општински већник 1850/1851.

### Директор полиције
Цар је 1856. године на предлог војног гувернера Беча и главног шефа полиције монархије Јохана Кемпена фон Фихтенштама именовао Чапку за директора бечке полиције. Полиција је у то време била војно организована. Када је Кемпен пензионисан 1859. године, и Чапка је исте године отишао у пензију.
Цар је доделио Чапки 28. фебруара 1860. Орден гвоздене круне другог реда. Чапка је тада искористио своје право да поднесе захтев за уздизање у статус барона. 

## Постхумне почасти
У Бечу, три месеца након Чапкине смрти 1881. године, отворена је Чапкагасе у трећем бечком округу. 110 година касније, 1991. године, парк постављен између кућа у улици Чапкагасе назван је Чапкапарк.
Чапка почива у почасном гробу у Гробљу Хицинг (група 13, број 7).